# Dolo (Burkina Faso)
Dolo ist sowohl eine Gemeinde (französisch commune rurale) als auch ein dasselbe Gebiet umfassendes Departement im westafrikanischen Staat Burkina Faso in der Region Sud-Ouest und der Provinz Bougouriba. Die Gemeinde hat 8733 Einwohner.